# New Orleans
New Orleans, nota in italiano arcaico come Nuova Orleans e in francese come La Nouvelle-Orléans e soprannominata NOLA o Big Easy, è una città consolidata degli Stati Uniti d'America nonché principale centro dello Stato della Louisiana. Con una popolazione di 383997 abitanti al censimento del 2020 è la città più popolosa dello Stato nonché la seconda città per numero di abitanti del Profondo Sud dopo Atlanta, mentre la circostante area metropolitana conta circa 1 milione di abitanti.
New Orleans è nota per le sue forti influenze creole, che si manifestano, oltre che nell'architettura, anche nella cultura e in special modo nella musica, nella cucina e nel pittoresco carnevale. La città è altresì nota per la sua vita notturna, in particolare su Bourbon Street.
Fondata nel 1718 da coloni francesi, ceduta all'Impero spagnolo dopo la guerra dei sette anni e acquisita dagli Stati Uniti insieme al resto dello Stato nel 1803, la città fu dedicata al duca d'Orléans Filippo II, Reggente di Francia per conto del nipote Luigi XV, prendendo il nome dalla città francese di Orléans.

## Origini del nome
Il toponimo "New Orleans" deriva dal francese "La Nouvelle-Orléans" ed è traducibile in italiano come "Nuova Orléans", in riferimento alla città francese di Orléans, situata nella regione del Centro-Valle della Loira, il cui nome deriverebbe a sua volta dalla francesizzazione del toponimo latino Civitas Aurelianorum (attribuito intorno al III-IV secolo, in età imperiale, all'insediamento carnuto di Cenabum). La scelta del nome ricadde su Orléans poiché nell'anno della fondazione della città ad opera di coloni francesi, il duca d'Orléans Filippo II era Reggente di Francia per conto del nipote Luigi XV.
La città ha assunto nel corso degli anni numerosi soprannomi, tra cui il più noto è NOLA, acronimo di "New Orleans, Louisiana", utilizzato sia colloquialmente che in ambito ufficiale dall'amministrazione cittadina.

## Geografia fisica

### Territorio
La città si trova sulle rive del fiume Mississippi a circa 170 chilometri dal golfo del Messico. La città ha un'area totale di 350,2 miglia quadrate ed è situata nel delta del fiume Mississippi, a est e a ovest delle rive del fiume e a sud del lago Pontchartrain. La zona lungo il fiume è caratterizzata da creste e avvallamenti. New Orleans sorse sugli argini naturali situati lungo il fiume Mississippi.

### Clima
New Orleans ha un clima subtropicale umido, influenzato dalla posizione in cui si trova. L’area geografica in cui sorge, sul delta del fiume Mississippi e quindi in pieno golfo del Messico, ne rende il clima umido e soggetto a costanti precipitazioni durante tutto il corso dell'anno (la media è di 1575 mm di precipitazioni all'anno): a New Orleans piove molto spesso, soprattutto in estate, e da giugno a settembre i frequenti temporali sono spesso accompagnati da vento forte.
Gli inverni sono particolarmente miti, la media delle temperature invernali è di 12 gradi e gennaio è il mese più freddo, ma anche qui le minime scendono molto raramente al di sotto dei 7 gradi.
L'estate a New Orleans è particolarmente calda, afosa e piovosa, con temperature massime giornaliere fra i 30 e i 35 gradi, ma con alta umidità che porta all'afa e alla percezione di una maggiore temperatura dell’aria. La pioggia è piuttosto frequente, e talvolta può scendere anche con forte intensità, tanto da spingere la città a emanare una legge per il controllo delle alluvioni (nel 1965) e a costruire argini artificiali attorno a una zona geografica molto più ampia che comprende anche le paludi circostanti.
Nel periodo estivo, a partire da giugno, si apre la stagione degli uragani che dura fino a novembre e vede il suo periodo di picco da fine agosto a settembre. Sono avvenimenti costanti nella storia della città, ma quelli davvero devastanti sono comunque rari, anche se i rischi sono notevolmente aumentati rispetto al passato a causa dell'erosione costiera e degli interventi umani: dall'inizio del XX secolo, è stato stimato che la Louisiana ha perso 2000 miglia quadrate (5000 km²) di costa (comprese molte delle sue isole sulla barriera), che un tempo proteggevano New Orleans dalle tempeste.
L'ultimo uragano di proporzioni devastanti è stato Katrina, nel 2005 che ha causato il cedimento degli argini costruiti dal governo federale, inondando l'80% della città.
Dopo l'uragano Katrina il corpo statunitense degli ingegneri ha istituito misure massicce di riparazione degli argini e di protezioni anti-uragano per proteggere la città. Nel 2006, gli elettori della Louisiana hanno votato per un emendamento della costituzione dello Stato per dedicare tutti i ricavi da perforazione off-shore per ripristinare la linea erosione coste della Louisiana. Il Congresso ha stanziato 7 miliardi di dollari per rafforzare la protezione dalle inondazioni di New Orleans.

## Storia

### Fondazione

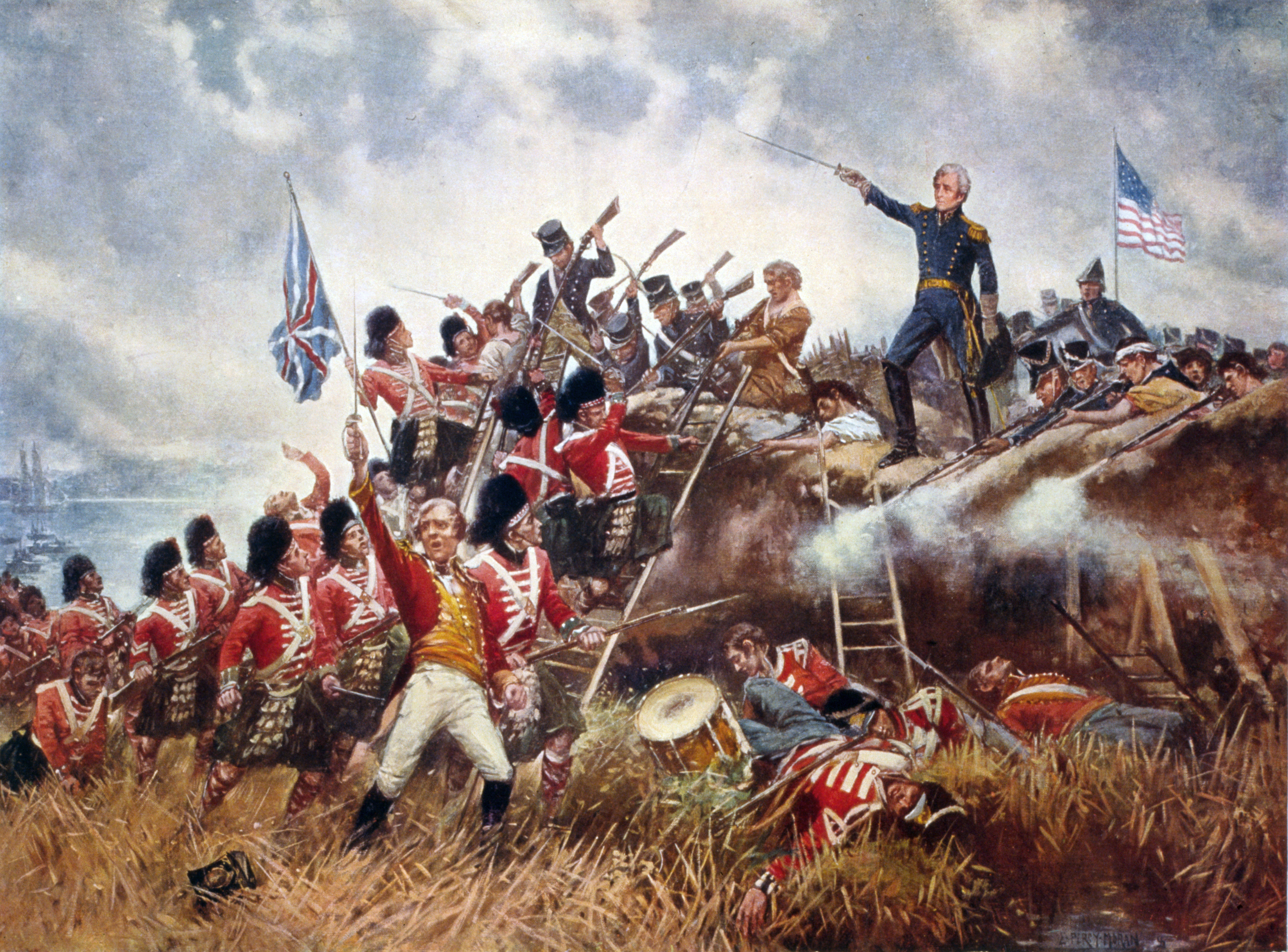
La battaglia di New Orleans.

New Orleans venne fondata il 1º novembre 1718 dagli uomini della Compagnia del Mississippi. Venne così chiamata in onore di Filippo II di Orléans, principe di Francia.
Era intenzione dei Francesi fare della Nouvelle-Orléans un'importante città, e così venne pianificato da Jean-Baptiste Le Moyne de Bienville un impianto urbano a scacchiera (il Quartiere Francese), ignorato però dai nuovi coloni.
A soli quattro anni dalla sua fondazione New Orleans divenne capitale della Louisiana francese, sostituendo Biloxi.

### Dominio spagnolo

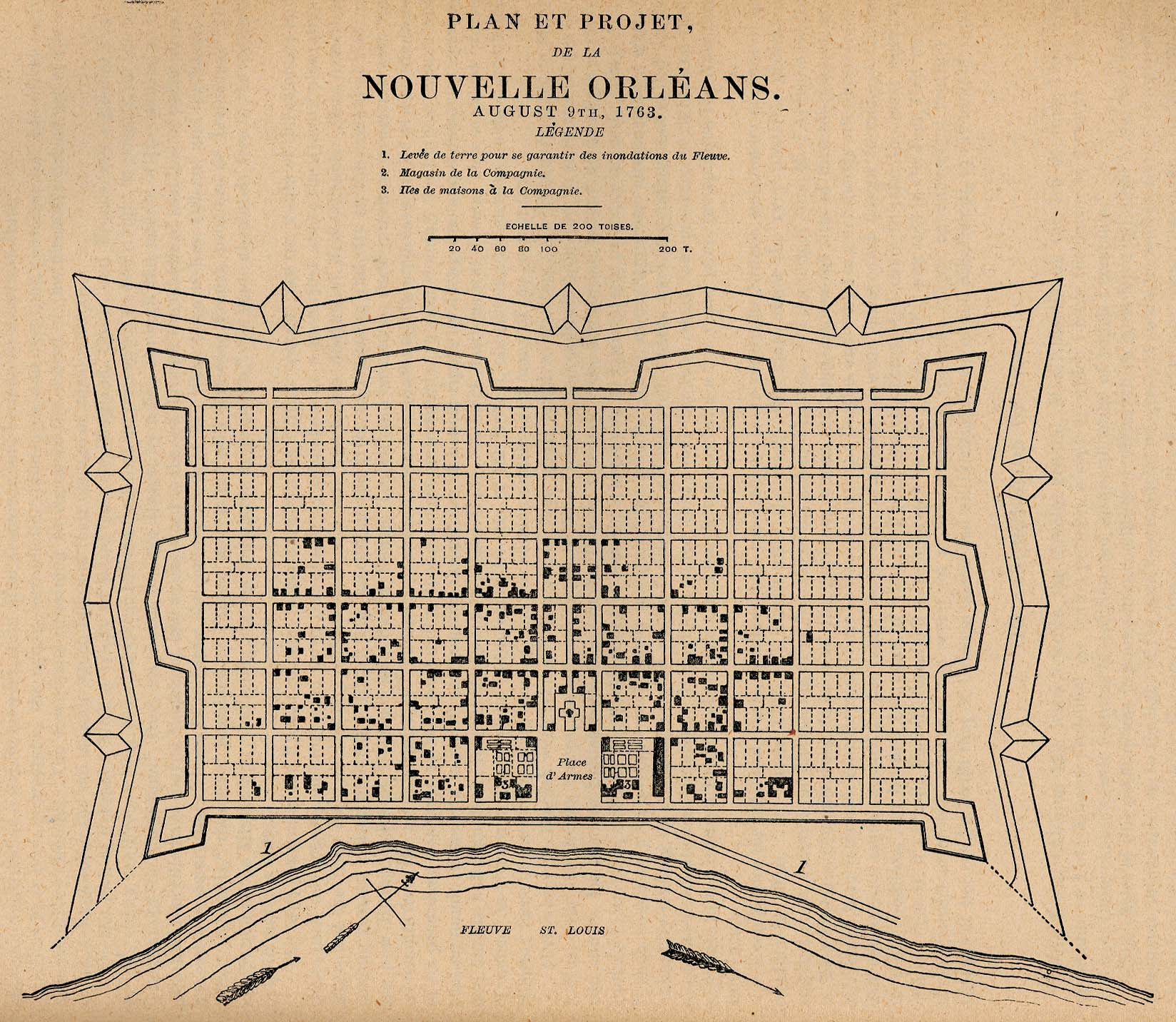
Una mappa di New Orleans del 1763.

Con il trattato di Parigi del 1763, la Spagna, che aveva ceduto la Florida alla Gran Bretagna, ottenne la Louisiana. Il primo governatore spagnolo arrivò nel 1766, ma già due anni dopo fu messo in fuga da una ribellione. Dopo aver fatto fucilare i capi della rivolta e aver imprigionato gli altri cospiratori, gli spagnoli ripresero in pugno la situazione. Nel 1788 e nel dicembre del 1794, New Orléans venne distrutta da due grandi incendi. Gli edifici inceneriti vennero ricostruiti in stile iberico, anche se erroneamente vengono definiti francesi poiché la maggior parte di essi si trova nel Quartiere Francese.
Sotto il dominio spagnolo iniziò a crescere l'industria legata alla lavorazione dello zucchero e inoltre furono compiute importanti opere, come il Canale Carondelet, che collegava il Mississippi con il lago Pontchartrain, la cattedrale di San Luigi e il Cabildo. L'importanza commerciale di New Orléans crebbe ulteriormente quando la Spagna siglò un accordo commerciale con gli Stati Uniti che garantiva agli americani l'uso del porto della città. Scoppiarono però anche delle gravi epidemie dovute all'ambiente malsano e al traffico continuo di uomini e di merci. Nel 1800, con la firma del trattato di San Ildefonso, la Francia tornò in possesso di New Orléans, anche se nel 1803 venne venduta agli Stati Uniti.

### Ottocento

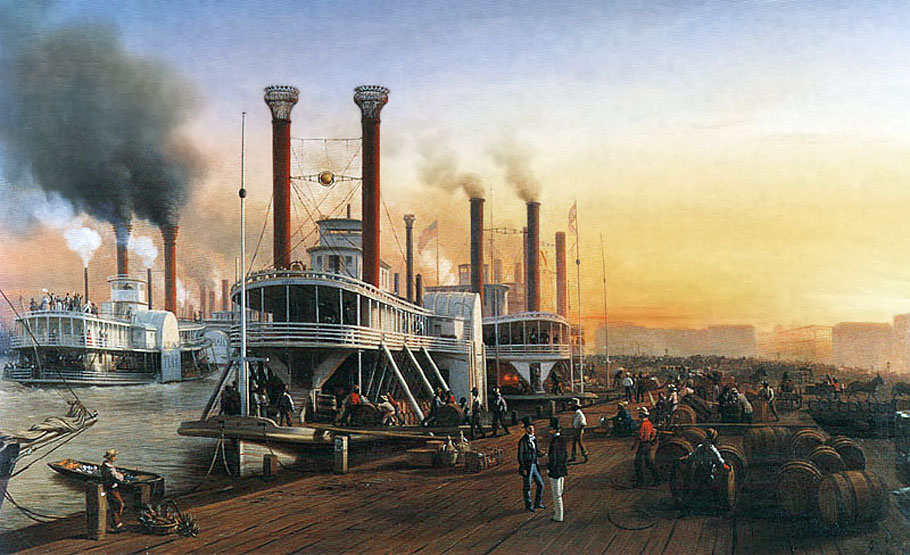
Battelli a vapore del Mississippi a New Orleans

Nel 1815 a New Orleans si combatté una battaglia tra inglesi e americani, passata alla storia come "la battaglia inutile" poiché al momento dello scontro era già stato firmato il trattato di pace tra i due paesi. Il suo porto divenne rapidamente uno dei più importanti del Sud, grazie anche alla tratta degli schiavi africani, che qui come in nessun altro porto americano arrivarono in gran numero. Nonostante ciò va sottolineato che proprio a New Orleans viveva una delle più attive e floride comunità nere libere del paese. Nel corso della guerra civile americana la città venne occupata il 1º maggio 1862 dalla flotta nordista dell'ammiraglio David G. Farragut senza colpo ferire; ciò risparmiò a New Orleans distruzioni e spargimenti di sangue.
Nel 1862 l'insegnamento in francese venne abolito dalle scuole per ordine del generale Ben Butler mentre sei anni dopo venne addirittura abrogato l'insegnamento della lingua. Con la fine della guerra di secessione giunsero a New Orleans migliaia di emigranti italiani, specialmente siciliani, richiamati da migliaia di posti di lavoro lasciati liberi nelle piantagioni dagli ex schiavi afroamericani. La comunità siciliana nel giro di poco tempo, divenne una delle più attive dal punto di vista economico e culturale. L'arrivo dei siciliani comportò la nascita anche della prima cosca mafiosa d'America. Nel 1891 si verificò uno orrendo linciaggio che costò la vita a undici immigrati italiani accusati di essere responsabili dell'assassinio del capo della polizia locale.

### Novecento
Fino al 1860 la città risultava essere la quinta più grande degli Stati Uniti e nei decenni successivi continuò relativamente a crescere. Tuttavia, con il crescere prima dei centri industriali del Midwest, poi con la nascita improvvisa delle metropoli californiane e della costa del Pacifico, New Orleans iniziò a perdere sempre più posizioni nella classifica delle città americane. A favorire il declino della città vi fu anche il potenziamento delle ferrovie e la nascita delle autostrade che colpirono duramente il commercio fluviale sul quale si basava l'economia cittadina.
Agli inizi del XX secolo, esattamente tra il 1918 e il 1919, New Orleans venne tenuta in ostaggio da un serial killer soprannominato L'uomo con l'ascia di New Orleans, che fece in totale sette vittime. L'uomo non venne mai identificato e catturato.
A metà del XX secolo, New Orleans perse anche il suo primato di metropoli del Sud a scapito di altre grandi città come Dallas, Houston e Atlanta. Secondo il censimento del 1950, il 68% della popolazione era bianca mentre il 31,9% era afroamericano. Nel 1960 la città raggiunse il massimo della popolazione con circa 630 000 abitanti, ma negli anni successivi cominciò una costante diminuzione. Negli anni sessanta venne superata in grandezza anche da Miami. Il porto di New Orleans rimase tuttavia uno dei più grandi della nazione anche se la meccanizzazione di alcune operazioni comportò la perdita di posti di lavoro.
Dal 12 maggio all'11 novembre 1984 la città ospitò l'Expo 1984, intitolata The 1984 Louisiana World Exposition.

### XXI secolo
L'uragano Katrina ha devastato la città tra il 29 e il 31 agosto 2005 causando un'inondazione che ha colpito con particolare violenza il delta del Mississippi provocando un elevato numero di vittime. Molti dei superstiti hanno traslocato altrove e parte della popolazione di New Orleans non è ancora ritornata. Secondo l'ufficio dei censimenti, un mese dopo il disastro la popolazione era di 223 000 abitanti. Nei primi tempi il ripopolamento è stato rilevante ma negli anni successivi l'aumento della popolazione è stato progressivamente decrescente. Secondo una stima del 2014, vi erano circa 384 200 abitanti, contro i 494 300 di prima dell'uragano. Nell'area metropolitana la popolazione era stimata in circa 1 250 000 unità nel marzo del 2015, circa il 90% di quella del 2005. La città è stata minacciata nell'agosto 2008 anche dall'uragano Gustav che però non ha causato gli stessi danni di Katrina.

## Quartieri

### Quartiere francese
Il quartiere francese, noto anche come Vieux Carré e Barrio Francés, è il quartiere più antico della città. Dopo che New Orleans è stata fondata nel 1718 la città si è sviluppata intorno alla Vieux Carré ("Piazza Vecchia" in francese), una piazza centrale. Il distretto è più comunemente chiamato il quartiere francese oggi, o semplicemente "Il quartiere", in relazione ai cambiamenti nella città con l'immigrazione americana dopo l'acquisto della Louisiana del 1803. La maggior parte degli edifici storici esistenti furono costruiti alla fine del XVIII secolo, durante il periodo della dominazione spagnola della città, o furono costruiti durante la prima metà del XIX secolo, dopo l'annessione e lo Stato degli Stati Uniti.
Il distretto nel suo insieme è stato designato come monumento storico nazionale, con numerosi edifici contribuenti che sono considerati separatamente significativi. È una delle principali destinazioni turistiche della città, oltre ad attirare i residenti locali. Durante l'uragano Katrina il quartiere si è salvato dalle inondazioni a causa della sua distanza dai punti di rottura degli argini.

### Garden District
Il Garden District è un quartiere della città di New Orleans. 
Considerato una delle zone più belle e verdi della città e si trova su un terreno di ex piantagioni.
L'area è stata originariamente sviluppata tra il 1832 e il 1900 ed è considerata una delle collezioni di dimore storiche meglio conservate negli Stati Uniti meridionali. Le origini del XIX secolo del Garden District illustrano i ricchi nuovi arrivati che costruivano strutture opulente basate sulla prosperità di New Orleans in quell'epoca.

## Monumenti e luoghi d'interesse

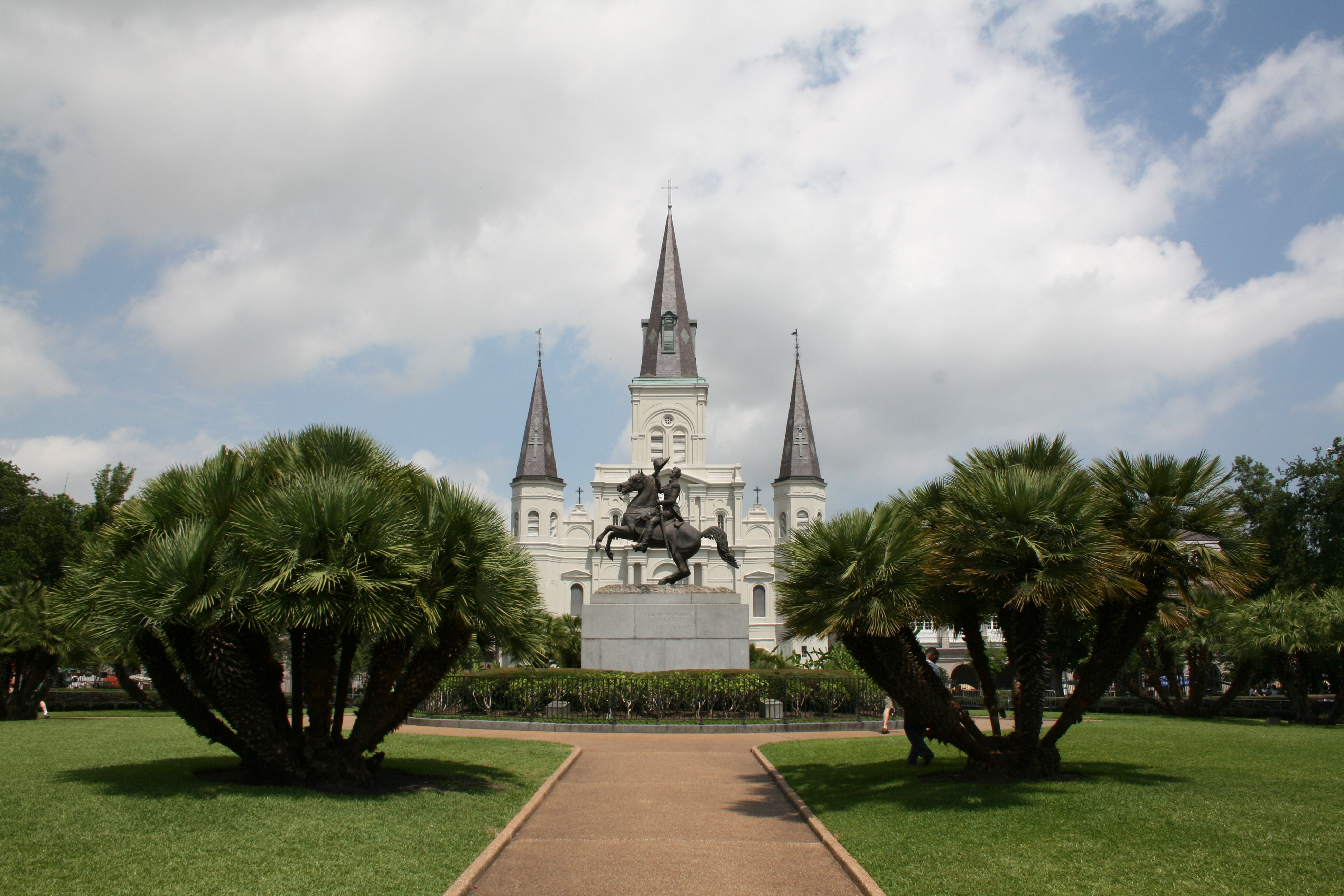
La cattedrale di San Luigi a Jackson Square

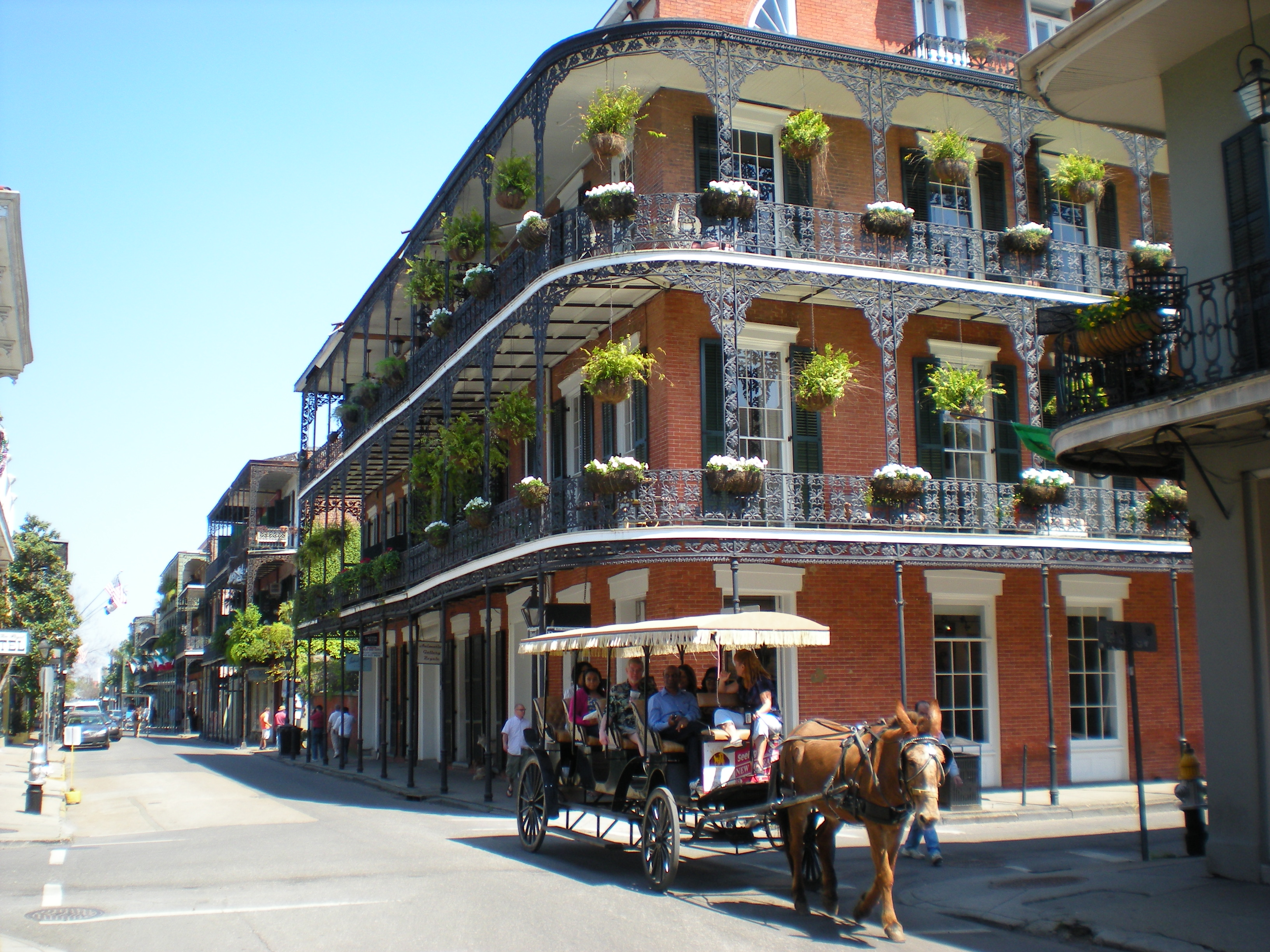
Tipica casa del quartiere francese con balconcini in ferro battuto

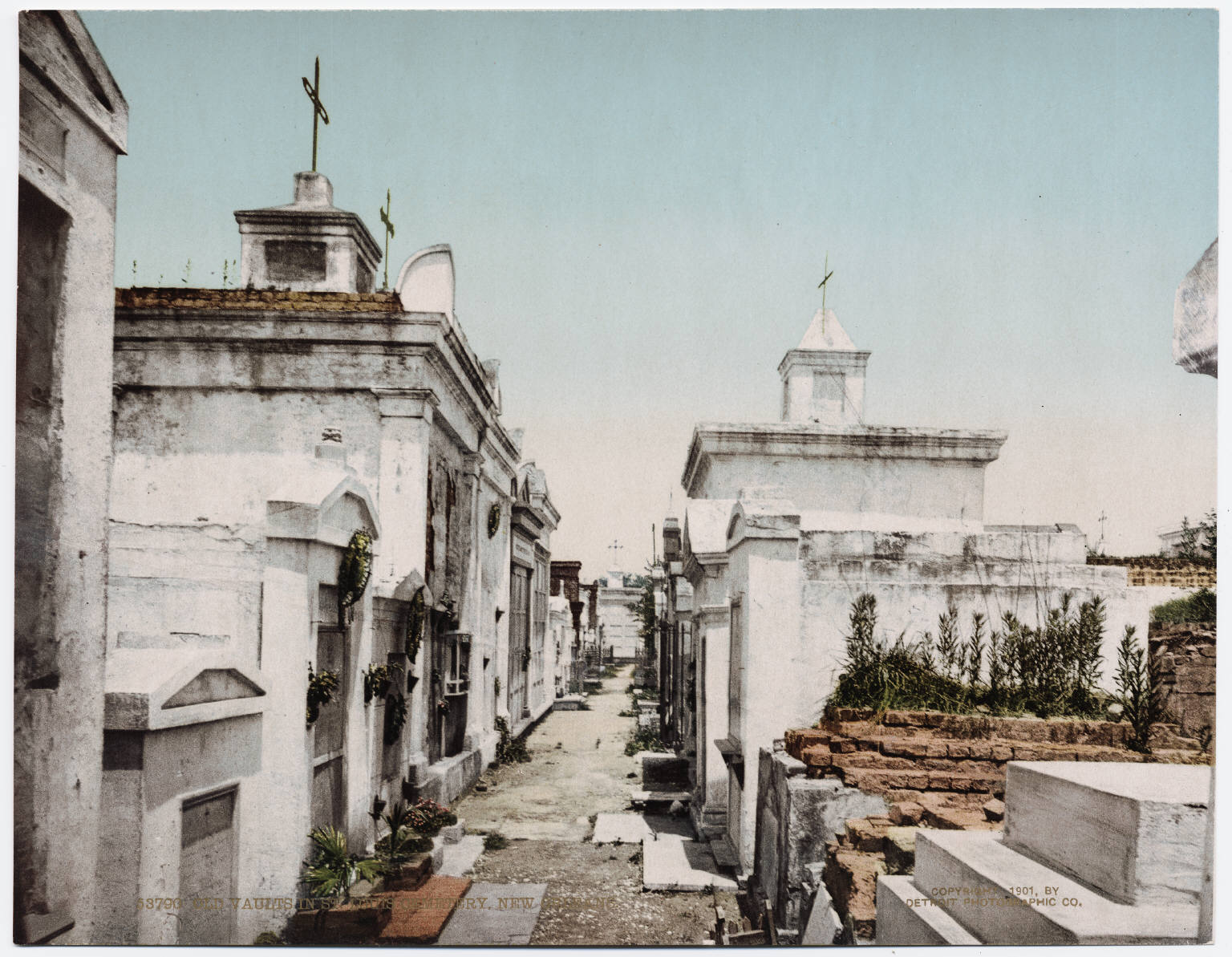
Il St. Louis Cemetery No. 1

### Architetture religiose
- Cattedrale di San Luigi
- Chiesa di Santa Maria
- Sinagoga Temple Sinai di New Orleans
- Sinagoga Touro di New Orleans
- Sinagoga vecchia Temple Sinai di New Orleans

### Architetture civili
- Cabildo
- Presbytère
- Pontalba Buildings
- LaLaurie Mansion
- Degas House
- Zecca di New Orleans
- Orleans Tower

### Luoghi di ritrovo
- Jackson Square (New Orleans)
- Louis Armstrong Park
- City Park
- Lafitte's Blacksmith Shop
- Faulkner House Books
- Marie Laveau's House of Voodoo
- Café du Monde
- House of Blues
- French Market

### Cimiteri
- Saint Louis Cemetery

### Strade
- Bourbon Street
- Royal Street
- Canal Street
- Frenchmen Street
- Basin Street

## Società

### Lingue e dialetti
Seppur sia tradizionalmente ritenuta una lingua importante, il francese a New Orleans è quasi disusato, parlato appena dall'1,05% della popolazione (3 500-4 000 persone). La lingua maggioritaria è senza dubbio l'inglese, parlato da oltre il 90% dell'intera popolazione, seguito dallo spagnolo (5%), vietnamita (1,5%) e cinese (0,5%). Il restante 2% parla altre lingue, tra cui italiano (parlato da 650 persone circa), tedesco, arabo, persiano e varie lingue asiatiche.

### Religione
La città, che vanta una forte tradizione cattolica figlia delle dominazioni francese e spagnola, è sede dell'arcidiocesi di New Orleans. Sono presenti anche comunità protestanti, ortodosse e ebraiche.

## Cultura

### Eventi

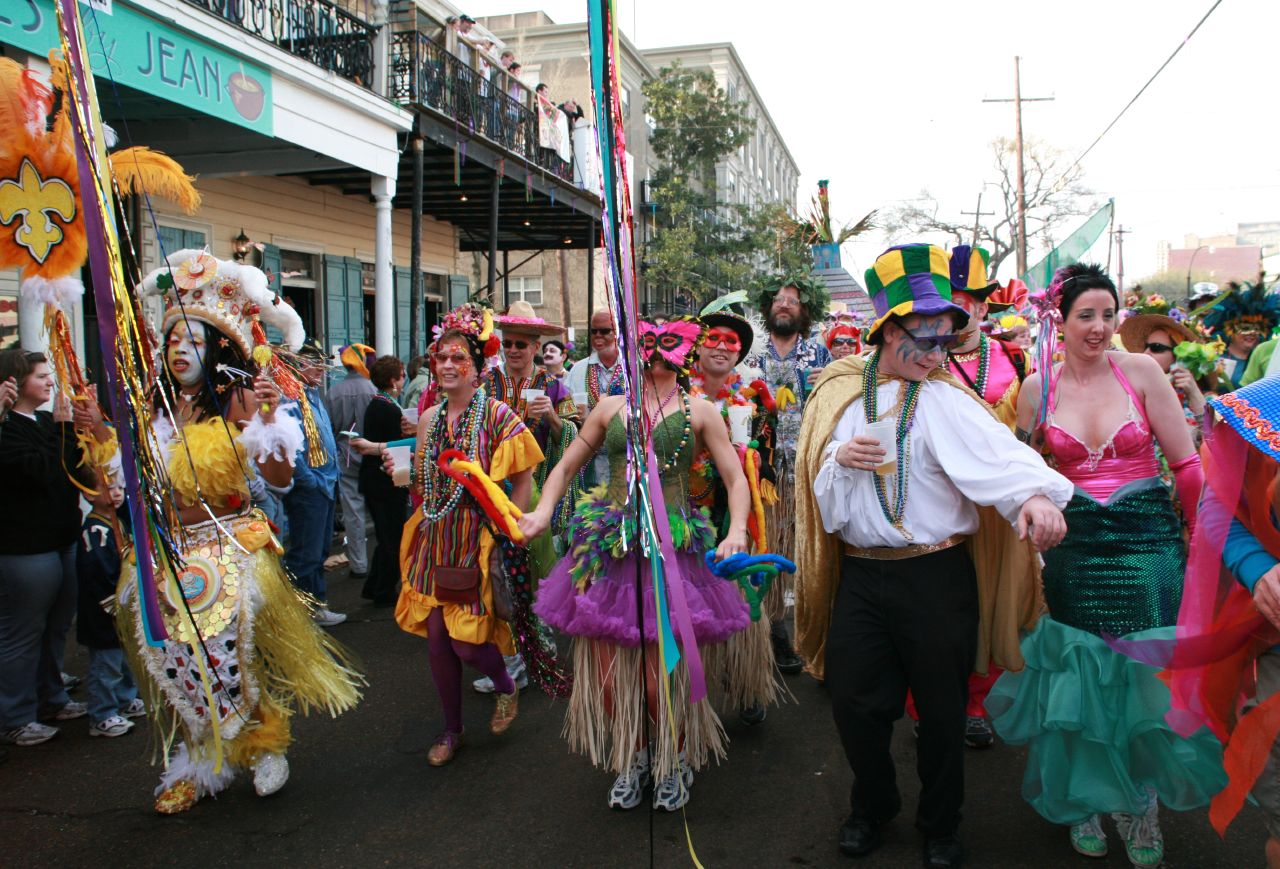
Una sfilata del Mardi Gras a New Orleans

Il Carnevale di New Orleans o Mardi Gras ha origini antiche, le prime feste risalgono all’800. Le sfilate del Mardi Gras sono organizzate dalle Carnival krewe, delle “corporazioni” che realizzano costumi e carri, ironici verso governo e società. Le sfilate avvengono per le strade della città alta, da San Charles Avenue e Canal Street fino all’inizio di Quartiere francese. Valanghe di coriandoli piovono sulla folla, monete di legno e collanine. Nel centro storico della città, nel Quartiere francese, Bourbon Street si festeggia in strada tra i balli della gente.
Mardì Gras è la terminologia francese che deriva proprio dal passato francese di cui la città va fiera. Il Carnevale di New Orleans è stato importato dai francesi a fine ’600 sulla scia del Carnevale parigino, che si fuse con le danze tribali e riti indigeni, dando origine all’odierno Carnevale.
I festeggiamenti durano diverse settimane e si concludono con le celebrazioni del martedì grasso, che venne celebrato per la prima volta nel 1827. Nel 1833 vi fu la prima parata organizzata dal ricco proprietario terriero locale, Bernard Xavier de Marigny de Mandeville, e che da allora viene organizzata ogni anno.

### Istruzione

#### Musei
- New Orleans Museum of Art

#### Università
- Università Tulane
- Loyola University New Orleans
- Xavier University of Louisiana
- Dillard University
- University of New Orleans

### Cinema
Ribattezzata la "Hollywood del sud", a New Orleans sono stati girati e ambientati numerosi film, fiction cartoni animati e documentari come:
- La città del jazz
- Easy Rider - Libertà e paura
- Bandiera gialla (film 1950)
- Un tram che si chiama Desiderio (film 1951)
- Il mio nome è Nessuno
- Macabro
- ...e tu vivrai nel terrore! - L'aldilà
- Corda tesa
- Angel Heart - Ascensore per l'inferno
- Charlie - Anche i cani vanno in paradiso
- Intervista col vampiro (film)
- Il giorno sbagliato
- La Giuria (film)
- When the Levees Broke: A Requiem in Four Acts
- Déjà vu - Corsa contro il tempo
- Il cattivo tenente - Ultima chiamata New Orleans
- La principessa e il ranocchio
- Django Unchained
- 12 anni schiavo
- American Horror Story: Coven
- The Originals (serie televisiva)
- NCIS: New Orleans

### Media

#### Stampa
Il quotidiano della città è il The Times-Picayune/The New Orleans Advocate, fondato nel 1837 e insignito nel 2006 del Premio Pulitzer per il miglior giornalismo di pubblico servizio.

### Musica

#### Jazz

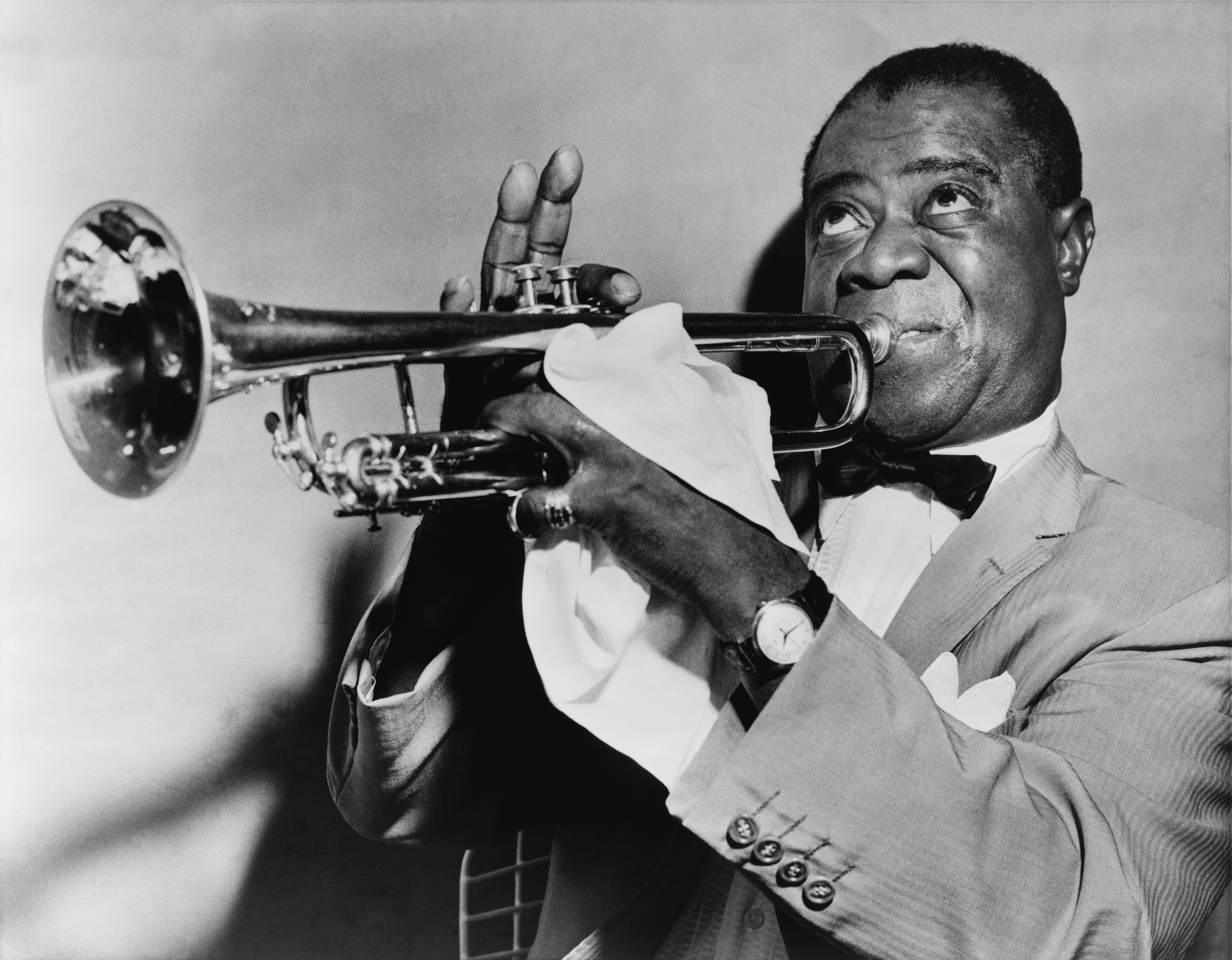
Louis Armstrong nel 1953

New Orleans è stata la città dalla quale si diffuse negli Stati Uniti la musica jazz. Questo genere, che si rifà alla tradizione musicale e ai canti di lavoro, divenne musica suonata in bande per la strada, in occasione di feste o balli, come accompagnamento durante le cerimonie funebri e in particolare nel quartiere a luci rosse di Storyville e nell'Uptown. A riprova dell'importanza della città in questo campo l'espressione New Orleans jazz usata per riferirsi al jazz delle origini, anche se questo non fu limitato a lungo al solo ambiente cittadino, ma si diffuse in tutti gli altri stati, anche del nord.
Renzo Arbore, parlando di New Orleans l'ha definita una "città-mito", che "si conosce ancor prima di visitarla". La città viene citata in The House of the Rising Sun, canzone popolare nata della stessa città, non propriamente Jazz ma una variante suonata dai bianchi. Bob Dylan ha descritto lo spirito di New Orleans nel suo Chronicles - Volume 1.
Uno dei più grandi contributi nella crescita della musica jazz a New Orleans, lo diede il trombettista e cantante Louis Armstrong, nato proprio a New Orleans nel 1901. A lui è dedicato il parco cittadino Louis Armstrong Park e l'aeroporto internazionale della città, il Louis Armstrong New Orleans International Airport.

### Vudù
Il vudù della Louisiana, o Vudù di New Orleans originariamente entrò negli Stati Uniti tramite immigrati dall'Africa e da Haiti come Marie Laveau, "la regina del voodoo di New Orleans". Marie era una pacifista e nota per la guarigione delle persone. Sebbene senza precedenti, il prete cattolico locale lasciò che Marie praticasse il Voodoo nella Chiesa cattolica e, di conseguenza, divenne famosa, portando (insieme ad altri) molti in Louisiana a credere nel Voodoo. Il Vudù di New Orleans descrive una serie di credenze e pratiche spirituali sviluppate dalle tradizioni della diaspora africana in Louisiana. A volte viene indicato come Mississippi Valley Voodoo quando si fa riferimento alla sua popolarità storica e allo sviluppo nella grande valle del Mississippi. È una forma culturale delle religioni afroamericane sviluppate dalle popolazioni dell'Africa occidentale e centrale dello stato americano della Louisiana. Il Voodoo è una delle tante incarnazioni di tradizioni popolari spirituali su base africana, radicate nel Dahomeyan Vodun dell'Africa occidentale.
La lingua liturgica del Voodoo è il creolo della Louisiana, una delle due principali lingue del patrimonio (l'altra è il francese della Louisiana) del popolo creolo della Louisiana. È diventato sincretizzato con la cultura cattolica e francofona di New Orleans a causa dell'oppressione culturale africana nella regione come parte della tratta degli schiavi dell'Oceano Atlantico. Il Louisiana Voodoo viene spesso confuso con il Vodou haitiano e il Deep Southern Hoodoo, ma, sebbene correlato a queste forme di religione, è un sistema di credenze a sé stante. Si differenzia dal Vodou haitiano per la sua enfasi su gris-gris, regine Voodoo, uso di armamentario Hoodoo e Li Grand Zombi. Fu attraverso la Louisiana Voodoo che termini come gris-gris (un termine Wolof) e Bambola vudù furono introdotti nel lessico americano.

#### Storia

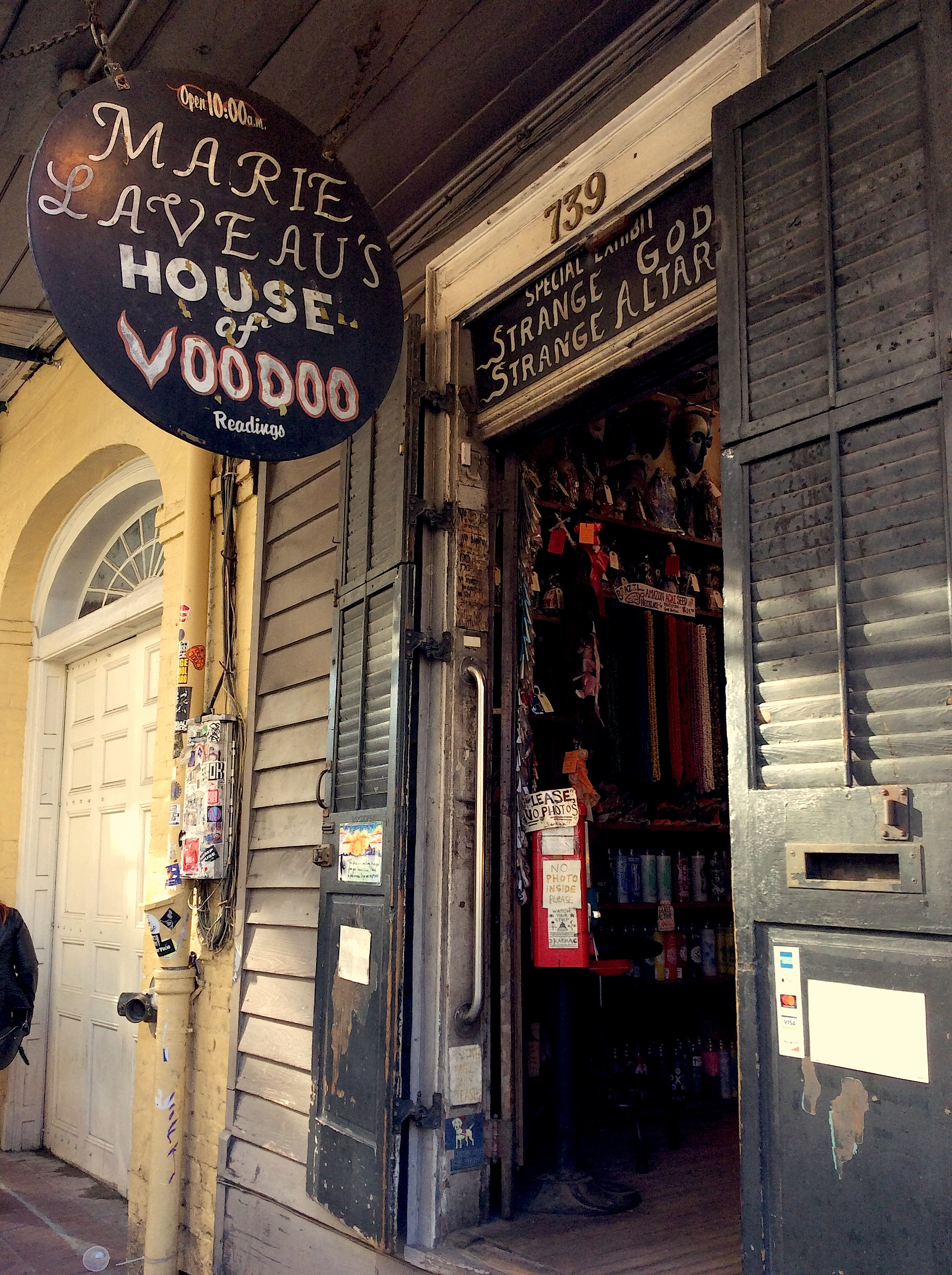
Il negozio "Marie Laveau's House of Voodoo" a Bourbon Street

Il vudù è stato portato nella Louisiana francese durante il periodo coloniale da africani sub-sahariani schiavi dell'Africa occidentale. Dal 1719 al 1731, la maggior parte dei prigionieri africani portati e ridotti in schiavitù in Louisiana erano persone Fon provenienti dall'attuale Benin; altri gruppi come Bambara, Mandinga, Wolof, Ewe, Fulbe, Fon (Dahomean), Yoruba (Nago), Chamba, Congo, Ibo, Ado, Hausa e Sango (Hall) hanno anche portato le loro pratiche culturali, lingue e credenze religiose radicate nello spirito e nel culto degli antenati. Tutti i gruppi hanno contribuito al sviluppo della Louisiana Voodoo. La loro conoscenza di erbe, veleni e la creazione rituale di ciondoli e amuleti, destinati a proteggere se stessi o danneggiare gli altri, sono diventati elementi chiave del Louisiana Voodoo. Molti Fon furono anche portati come schiavi nella colonia francese di Saint-Domingue nel Mar dei Caraibi. Il Louisiana Voodoo esiste dall'inizio del 1700.
La comunità ridotta in schiavitù superò rapidamente i coloni europei bianchi. La colonia francese non era una società stabile quando arrivarono gli schiavi africani subsahariani e gli africani subsahariani appena arrivati dominavano la comunità degli schiavi. Secondo un censimento del 1731-1732, il rapporto tra gli africani sub-sahariani ridotti in schiavitù e i coloni europei era più di due a uno. Un numero relativamente piccolo di coloni erano piantatori e proprietari di schiavi, proprietari di piantagioni di zucchero con un lavoro che richiedeva grandi forze di lavoro. Poiché gli africani erano detenuti in grandi gruppi relativamente isolati dall'interazione con i bianchi, la loro conservazione delle pratiche e della cultura indigene africane era abilitata. Nell'Alto Sud e in altre parti dell'America coloniale britannica, le famiglie di schiavi erano generalmente divise; un gran numero di schiavi africani che un tempo erano strettamente imparentati dalla famiglia o dalla comunità furono inviati in diverse piantagioni. Tuttavia, nella Louisiana meridionale, le famiglie, le culture e le lingue sono state mantenute più intatte che nel nord. Ciò ha permesso che le tradizioni culturali, le lingue e le pratiche religiose degli schiavi continuassero lì.
Sotto il codice francese e l'influenza del cattolicesimo, i funzionari riconoscevano nominalmente i gruppi familiari, che proibivano la vendita di bambini schiavi lontano dalle loro famiglie se di età inferiore ai quattordici anni. Promossero la leggenda artificiale del wake tuko della popolazione schiava. L'elevata mortalità della tratta degli schiavi ha portato i suoi sopravvissuti insieme a un senso di solidarietà e iniziazione. L'assenza di frammentazione nella comunità di schiavi, insieme al sistema di parentela prodotto dal legame creato dalle difficoltà della schiavitù, ha prodotto una "comunità di schiavi coerente, funzionale, ben integrata, autonoma e sicura di sé".
La pratica di creare e indossare ciondoli e amuleti per la protezione, la guarigione o il danno degli altri era un aspetto chiave del primo Voodoo della Louisiana. L'Ouanga, un incantesimo usato per avvelenare un nemico, conteneva le radici tossiche dell'albero figuier maudit, portato dall'Africa e conservato in Louisiana. La radice macinata era combinata con altri elementi, come ossa, chiodi, radici, acqua santa, candele sacre, incenso sacro, pane sacro o crocifissi. L'amministratore del rituale evocava spesso protezione da Geova e da Gesù Cristo. Questa apertura della fede africana ha consentito l'adozione di pratiche cattoliche nel Louisiana Voodoo.
Un altro elemento portato dall'Africa occidentale era la venerazione degli antenati e la conseguente enfasi sul rispetto per gli anziani. Per questo motivo, il tasso di sopravvivenza tra i popoli anziani ridotti in schiavitù era alto, ulteriormente "africanizzando la cultura creola della Louisiana".

#### Marie Laveau

Ritratto di Marie Laveau

Tra le quindici "regine voodoo" nei quartieri sparsi per la New Orleans del XIX secolo, Marie Laveau era conosciuta come "la regina Voodoo", la più eminente e potente di tutte. Il suo rito religioso sulla riva del lago Pontchartrain alla vigilia di San Giovanni nel 1874 attirò circa 12 000 abitanti di New Orleans in bianco e nero.
Si diceva che politici, avvocati, uomini d'affari, ricchi piantatori fossero tutti venuti da lei per consultarsi prima di prendere un'importante decisione finanziaria o di affari. Vide anche i poveri e gli schiavi.
Sebbene il suo aiuto sembrasse non discriminatorio, potrebbe aver favorito i servi ridotti in schiavitù: i suoi clienti più influenti e ricchi... schiavi in fuga... hanno attribuito le loro fughe di successo al potente fascino di Laveaux ". Una volta che la notizia dei suoi poteri si è diffusa, ha dominato gli altri leader Voodoo di New Orleans. Anche una cattolica, Laveau ha incoraggiato i suoi seguaci a partecipare alla messa cattolica. La sua influenza ha contribuito all'adozione di pratiche cattoliche nel sistema di credenze Voodoo. Marie Laveau è ricordata per la sua abilità e compassione per i meno fortunati.
Laveau ha anche guadagnato influenza sulla sua clientela grazie al suo lavoro quotidiano come parrucchiera, che le ha dato una profonda conoscenza dei pettegolezzi in città. I suoi clienti andavano anche da lei per comprare bambole voodoo, pozioni, borse gris-gris e simili. La sua influenza continua in città. Nel 21 ° secolo, la sua tomba nel cimitero più antico è un'importante attrazione turistica; i credenti del Voodoo offrono qui doni e pregano il suo spirito.
Dall'altra parte della strada rispetto al cimitero dove è sepolto Laveau, vengono lasciate offerte di pound cake alla statua di Santa Expedite; si ritiene che queste offerte accelerino i favori richiesti alla regina Voodoo. Saint Expedite rappresenta lo spirito che si trova tra la vita e la morte. La cappella dove si trova la statua un tempo era utilizzata solo per lo svolgimento dei funerali. Marie Laveau continua a essere una figura centrale del Louisiana Voodoo e della cultura di New Orleans. I giocatori d'azzardo gridano il suo nome quando lanciano i dadi e sono state raccontate più storie di avvistamenti della regina Voodoo.

## Infrastrutture e trasporti

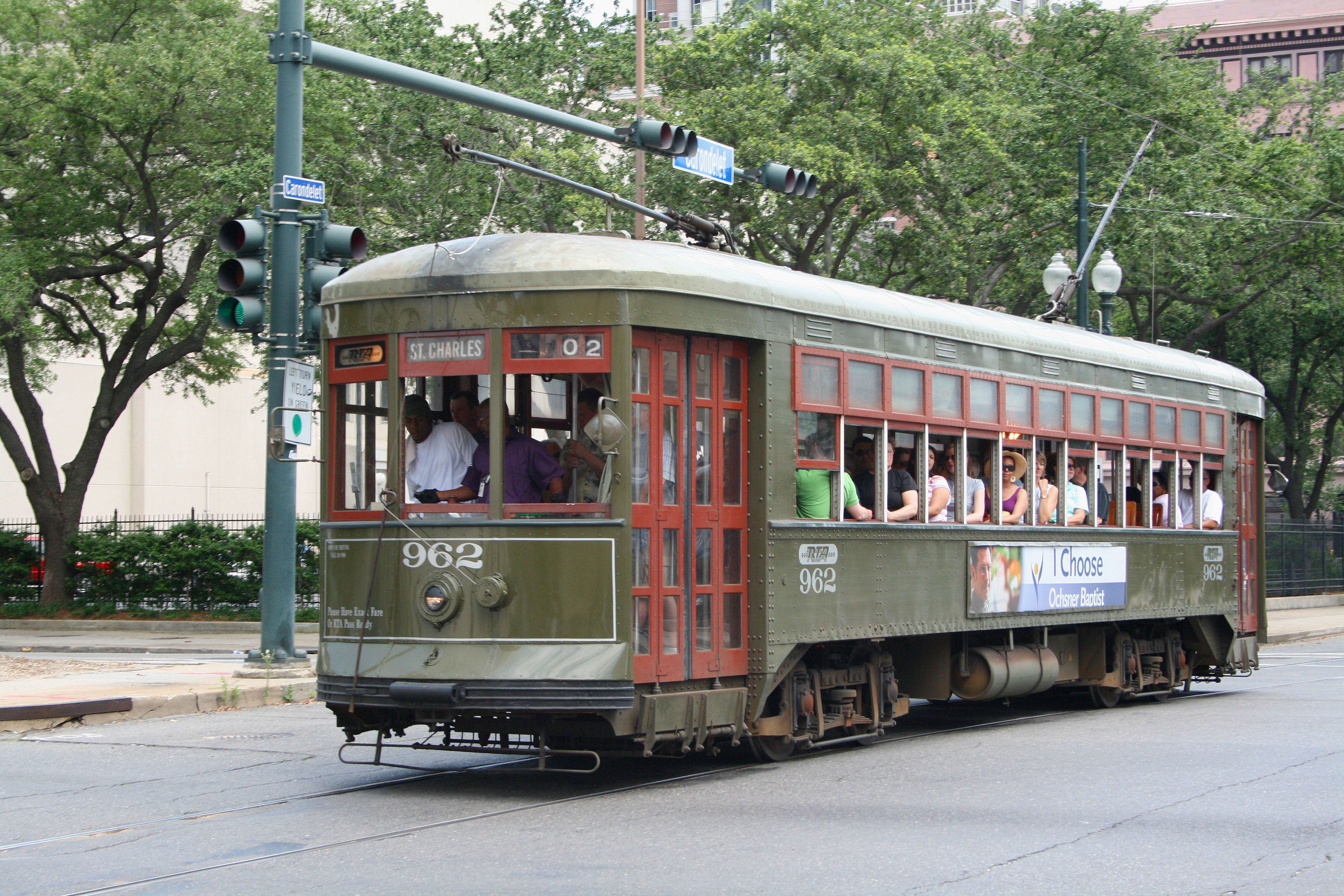
Il tram St. Charles Streetcar

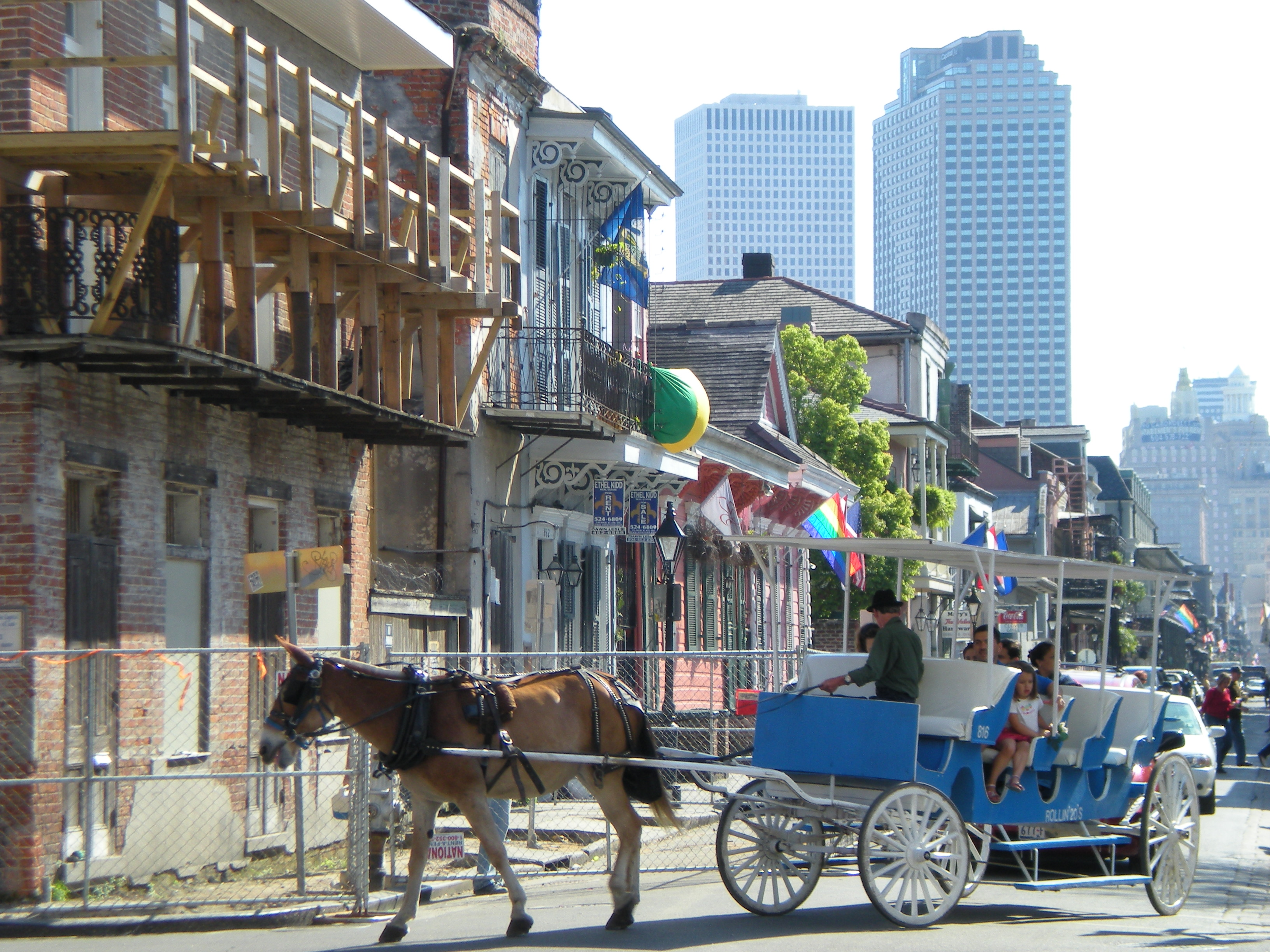
La Royal Carriage

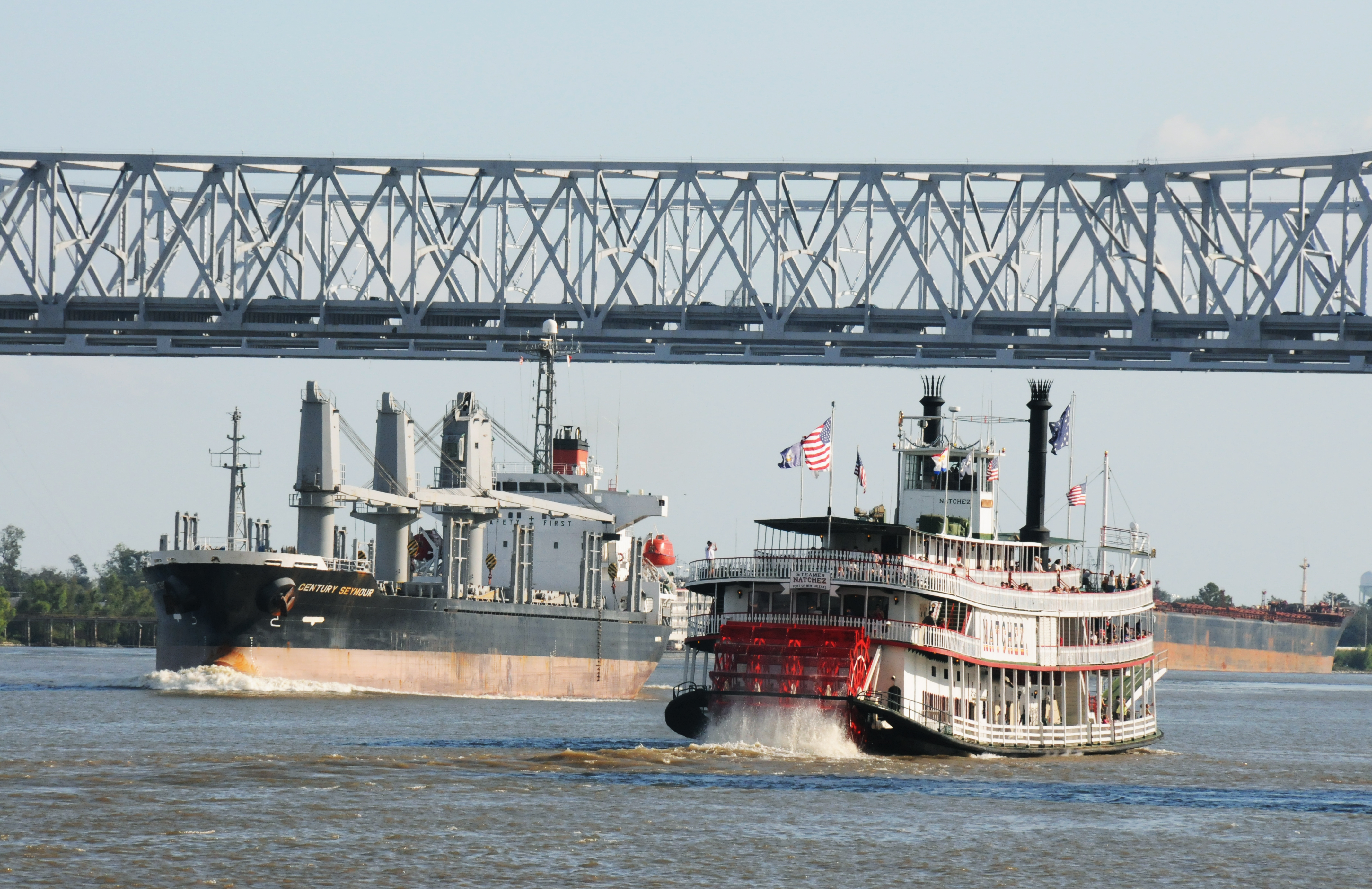
Il battello Natchez.

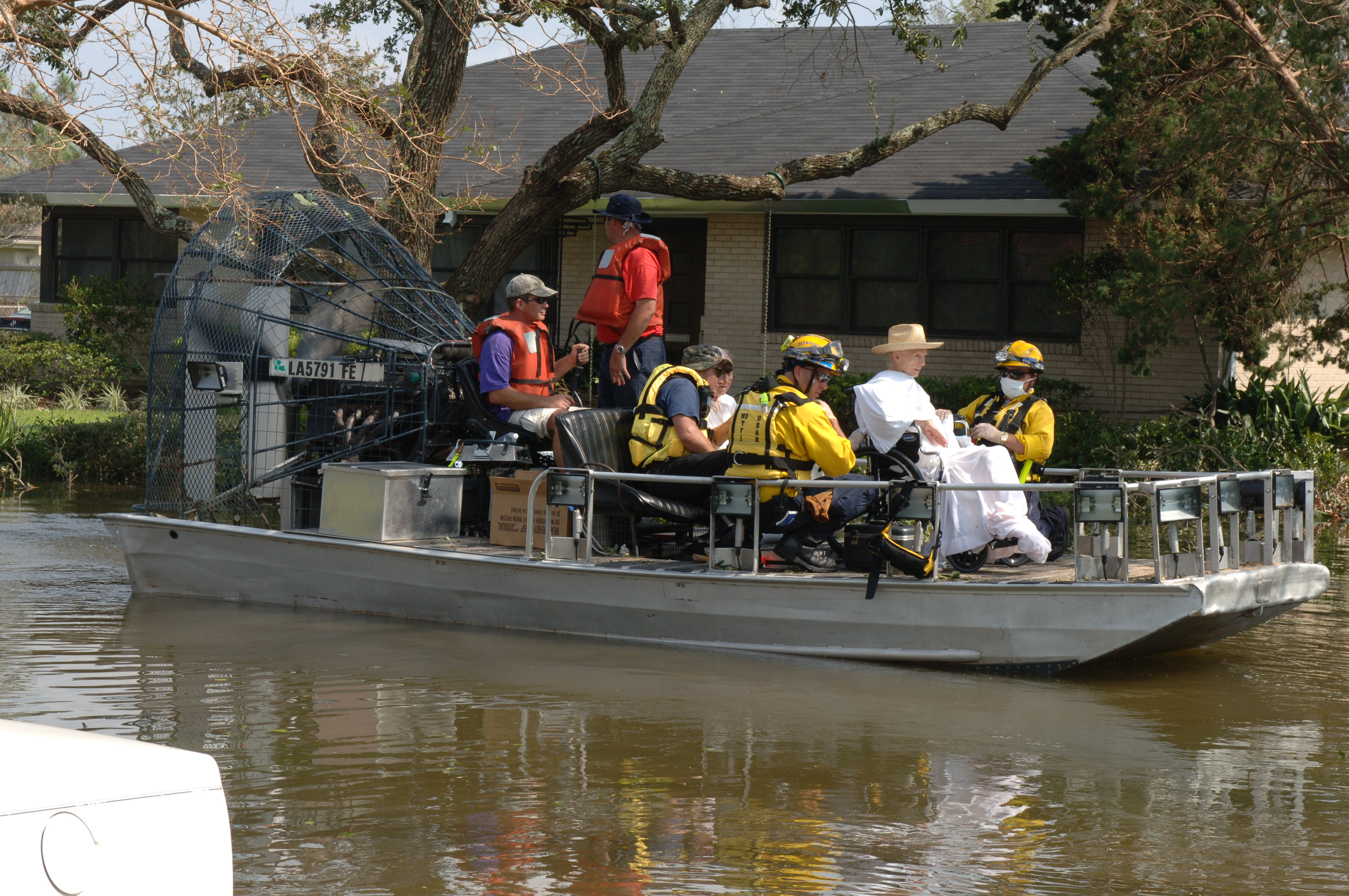
Airboat durante le fasi di soccorso durante l'uragano Katrina.

### Strade
La principale via d'accesso alla città è l'Interstate 10, una delle principali autostrade statunitensi che unisce New Orleans alle vicine Baton Rouge e Biloxi.

### Trasporto pubblico
Il trasporto pubblico locale è gestito dalla New Orleans Regional Transit Authority che opera su diverse linee che uniscono il centro cittadino con le periferie. L'azienda, colpita duramente durante l'uragano Katrina del 2005 ha perso più di 300 automezzi.
La rete tranviaria di New Orleans si sviluppa su cinque linee. La linea St. Charles Streetcar è la più antica tramvia funzionante negli interi Stati Uniti, nonché la più antica linea di tram in funzione al mondo, poiché è attiva dal 1835. Le linee sono state gravemente danneggiate dall'uragano Katrina. I tram di New Orleans compaiono nel dramma di Tennessee Williams Un tram che si chiama Desiderio, da cui è tratto anche il film di Elia Kazan del 1951, girato a New Orleans.
Uno dei trasporti turistici più in uso a New Orleans sono le carrozze trainate da muli e da cavalli, le famose Royal Carriages, adiacenti alla piazza di Jackson Square (New Orleans). Ci sono carrozze singole, con due posti o carrozze di gruppo, da sei posti, con un costo più ridotto. Il giro in carrozza prevede una guida turistica, quasi sempre il conducente, per il quartiere francese fino ad arrivare al vicino quartiere di Marigny. I tour hanno una durata di massimo due ore.

### Aeroporti
La città è servita dall'aeroporto internazionale Louis Armstrong situato nel sobborgo occidentale di Kenner.

### Ferrovie
New Orleans è collegata con le principali città statunitensi dalla rete ferroviaria dell'Amtrak. La stazione ferroviaria principale è la New Orleans Union Passenger Terminal.

### Traghetto
Sul fiume Mississippi opera anche un traghetto, l’Algiers Ferry, che unisce il centro cittadino con il quartiere di Algiers Point. Questo traghetto è stato immortalato nel film Déjà vu - Corsa contro il tempo di Tony Scott del 2006 con Denzel Washington.
Il più noto battello a vapore che opera sul fiume Mississippi è il Natchez, che ospita gite in crociera con cena e musica jazz dal vivo. Per i turisti da tutto il mondo, che vengono in visita a New Orleans, è praticamente una tappa obbligatoria.

### Airboat
Airboat o Idroscivolante è un'imbarcazione fluviale utilizzata a New Orleans e in vaste aree della Louisiana, soprattutto per gli Swamp Tour turistici nelle paludi e nei caratteristici Bayou, con le tipiche case di legno su palafitte e gli alligatori.

## Cucina

### Cucina creola della Louisiana
- Gumbo
- Jambalaya
- Procambarus clarkii
- Carne di alligatore
- Crawfish étouffée
- Red beans and rice

### Panini
- Po' boy
- Muffuletta

### Dolci
- King cake
- Beignets

### Cocktail
- Hand Grenade
- Hurricane (cocktail)
- Sazerac
- Vieux Carré (cocktail)
- Ramos Gin Fizz

## Sport
New Orleans ha tre formazioni militanti nelle leghe professionistiche statunitensi:
- I New Orleans Saints, squadra di football americano della NFL; giocano al Caesars Superdome. Il 7 febbraio 2010 hanno partecipato per la prima volta al Super Bowl, battendo a Miami gli Indianapolis Colts per 31 a 17.
- I New Orleans Pelicans, squadra di basket della NBA; giocano alla New Orleans Arena.
- I New Orleans Gold, squadra di rugby della MLR.

New Orleans inoltre ospita ogni anno al Superdome il Sugar Bowl, una delle quattro finali nazionali riservate ai campionati universitari di football americano.

## Citazioni letterarie
In uno dei suoi più celebri romanzi, "La donna del fiume", Kathleen E. Woodiwiss, la popolare scrittrice americana nota per il genere Romance, dedica l'introduzione del capitolo 7 alla descrizione della città di New Orleans, la "Crescent City": "New Orleans! La Crescent City! Città della luna crescente. La porta del Mississippi. La perla brillante del Delta. Amata da santi e peccatori, città di giorni pigri e notti di passione, città ricca e in continua espansione, città dalla straordinaria miscela di costumi e culture. Un paradiso in cui ognuno può mettersi a cercare il proprio (...) Per gli amanti, sicuramente un Eden" (Milano, Fabbri Editori, 1984, pag.132).

## Amministrazione

### Gemellaggi
- Maracaibo
- Juan-les-Pins
- Isola del Liri
- Mérida
- Innsbruck
- Pointe-Noire
- San Miguel de Tucumán
- Tegucigalpa
- Caracas
- Matsue
- Holdfast Bay
- Orléans
- Ascona